# RealPlayer
RealPlayer — кроссплатформенный медиапроигрыватель от компании RealNetworks. Первая версия программы была представлена в апреле 1995 года.

## Поддерживаемые форматы
- Форматы RealMedia: RealAudio (*.ra, *.rm), RealVideo(*.rv, *.rm, *.rmvb), RealPix (*.rp), RealText (*.rt), RealMedia Shortcut (*.ram, *.rmm)
- Потоковое медиа: RealTime Streaming Protocol (rtsp://), Progressive Networks Streaming Protocols (pna://, pnm://), Microsoft Windows Media Streaming Protocol (mms://), Real Scalable Multicast (*.sdp), Synchronized Multimedia Integration Language (*.smil, *.smi)
- Звук: MP3 (*.mp3, *.mp2, *.mp2, *.m3u), Audio CD (*.cda), WAV (*.wav), AAC, Apple Lossless, AIFF, AU Audio Files, Panasonic AAC (*.acp)
- Видео: DVD (*.vob), Video CD (*.dat), MPEG, AVI, Windows Media, QuickTime, Adobe Flash.
- Плей-листы: *.rpl, *.xpl, *.pls, *.m3u
- Графические: BMP (*.bmp), GIF (*.gif), JPEG (*.jpeg, *.jpg), PNG (*.png)

## Недостатки и критика программы
- Относительно малые возможности плеера, сопоставимые с Windows Media Player.
- Поддерживает малое количество кодеков.